# Râul Valea Găinii
Râul Valea Găinii este unul din cele două brațe care formează Pârâul lui Coman. 